# Fülöp László (nyelvész)
Fülöp László Imre (Szentivánfa, 1944. március 7. – Kaposvár, 2025. április 29.) magyar nyelvész, egyetemi oktató.
Születése után pár hónap múlva a szülei Sárvárra költöztek, ezért Sárvárt vallja szülővárosának.
Főbb kutatási területei: leíró magyar nyelvtan, névtan, helytörténet, genealógia.

## Tanulmányai
Sárváron végezte az általános iskolai tanulmányait, majd ott érettségizett a Tinódi Lantos Sebestyén Gimnáziumban 1962-ben. 1966-ban a Pécsi Tanárképző Főiskola magyar–orosz–ének szakán szerzett tanári oklevelet. 1973-ban az ELTE-n kapott magyar nyelv és irodalom szakos középiskolai tanári diplomát. Bölcsészdoktori fokozata van magyar nyelvészetből (1976), kandidátusi fokozata pedig névtanból (1992).

## Munkahelyei
A kaposvári Berzsenyi Dániel Általános Iskola tanára (1966–71).
Városi Tanács Művelődési Osztályán felügyelő (1971–72).
Gyakorló Általános Iskolában szakvezető, majd igazgatóhelyettes (1972–80).
Csokonai Vitéz Mihály Tanítóképző Főiskola tanára (1980-tól). Főigazgató-helyettes (1986–87, 1989–92, 1997–2003).
A Magyar Nyelvészeti Tanszék vezetője (1990–2002)
Az intézményi integráció után (2000–) a Kaposvári Egyetemen a Magyar Tanszék vezetője és a Nyelv- és Társadalomtudományi Intézet igazgatója.

## Tagságok
- Módszertani Közlemények Szerkesztőbizottsága (egy évtizedig)
- Magyar Nyelvtudományi Társaság
- Névtani Társaság
- MTA Köztestületi tagság

## Magánélete
Nős, felesége Prievara Edit ny. magyar–orosz–ének szakos tanár. Gyermekei: Tamás (1967) fizikus, András (1972) régész. Unokái: Tomoki (2002), Noeru (2004) és Áron (2008).

## Munkássága
Több önálló és társszerzős kötet szerzője, kétszáznál több publikációja jelent meg hazánkban és külföldön (Ausztria, Németország, Horvátország, Szlovákia, Románia). Számos tudományos tanácskozás előadója volt különböző konferenciákon.
Önállóan és bizottságban elkészített főiskolai és egyetemi szakanyagok:
- felnőttképzés és távoktatás,
- tanító szak magyar műveltségi terület,
- a kreditrendszer bevezetése,
- a főiskola akkreditációja,
- magyar nyelv és irodalom BA alapszak megalapítója,
- a Kaposvári Egyetem integrációja,
- a Szolnoki Főiskola távoktatási központjának anyagai,
- a Pécsi Tudományegyetem Jogtudományi Kar kihelyezett tagozatának koordinálása (igazságügyi szakértő szak).

## Fontosabb művei
- A sárvári kovácsmesterség szakszókincse (1985)
- Magyar nyelvi gyakorlókönyv (1989 tsz.)
- A Somogy megyei Vízmente személynevei 1722–1900 (1990)
- Vor- und Nachnamen des Pfarramtes in Szentpéterfa (Postrum – Petrovo Selo) im Zeitraum von 1871–1895 (1998)
- 77 magyar keresztnév (2003)
- 77 kedvelt keresztnév (2004 tsz.)
- 77 ritka keresztnév (2005 tsz.)
- (Ipoly)Ság és vára 1550 (2012)
- Tulajdonnevek a Rába szabályozásának 1699-es jegyzőkönyvében (2013)
- A ságfai Sándor családról egy 1663-ban kelt végrendelet alapján (2017)
- Magyar nyelvemlékek; KE CSVM PFK, Kaposvár, 2005

## Díjai, elismerései
- Oktatásügy Kiváló Dolgozója, 1976
- Kiváló Munkáért, 1989
- Főiskolai Díj, 1993
- Egyetem Kiváló Dolgozója, 2004
- Kaposvári Egyetemért Emlékérem, 2008
- Trefort Ágoston Díj, 2016